# Jimmy Borland
Pour les articles homonymes, voir Borland.
Temple de la renommée britannique : 1993
James « Jimmy » Andrew Borland (né le 25 mars 1910 à Stalybridge, mort le 31 janvier 1970 à Montréal) est un joueur britannique de hockey sur glace.

## Carrière
La famille de Jimmy Borland, dont le père est ouvrier, émigre au Canada quand il a deux ans. Il grandit à Lakeshore (Ontario) et à Montréal où il apprend à jouer au hockey sur glace au Macdonald Campus.
Borland retourne au Royaume-Uni en 1933 et rejoint les Canadiens de Grosvenor House où il contribue à la victoire en English league en 1934. Après un an sans jouer, Borland revient chez les Brighton Tigers, équipe de l'English National League, pour former la deuxième ligne d'attaquants lors de la saison 1935–1936 ainsi que la saison suivante.

En 1933, Jimmy Borland a sa première sélection dans l'équipe de Grande-Bretagne pour un match l'opposant à la France. Sa première compétition est les championnats d'Europe et du monde 1934, où il prend part à cinq matchs. De même qu'il revient au hockey dans le championnat anglais, il est sélectionné pour les Jeux olympiques d'hiver de 1936 à Garmisch-Partenkirchen, où la Grande-Bretagne est championne. Borland joue trois matchs et marque un but.
Il se blesse gravement au genou fin 1936, mais revient cependant en février 1937 où il ne joue que 14 matchs.
Électricien de métier, il s'engage dans l'Aviation royale canadienne lors de la Seconde Guerre mondiale. Il est joueur-entraîneur des Canadiens de l'est de cette formation militaire. Après la guerre, il est employé de la Northern Electric comme électrcien.
Il aime également le golf, la pêche, le baseball et la nage.